# Augusto Akio
Augusto Akio Takahashi dos Santos (Curitiba, 12 de dezembro de 2000) é um skatista e medalhista olímpico brasileiro, campeão mundial na modalidades Park e vice-campeão na modalidadeVert.

## Carreira
Nikkei, começou a se destacar no cenário do skate nacional com apenas 11 anos. Em 2019, conquistou o bronze no Mundial de Vert, disputado em Barcelona, mas não passou das eliminatórias do Mundial de Park, em São Paulo. Ele ficou em 6º lugar na final dos X Games em Minneapolis 2019. Ele não conseguiu se classificar para os Jogos de Tóquio 2020.
No Campeonato Mundial de Skate de 2022, conquistou a medalha de prata na modalidade Park.
Nos Jogos Pan-Americanos de 2023 realizados em Santiago, Chile, conquistou a medalha de prata na modalidade Park.
Nos Jogos Olímpicos de 2024 em Paris, ele conseguiu superar Pedro Barros na última volta, obtendo a medalha de bronze olímpica no skate park.
Em 22 de setembro se consagrou campeão mundial na modalidade Park, em Roma, Itália. 